# Seminemacheilus tongiorgii
Seminemacheilus tongiorgii es una especie de peces de la familia Balitoridae en el orden de los Cypriniformes.

## Morfología
• Los machos pueden llegar alcanzar los 2,4 cm de longitud total.

## Distribución geográfica
Se encuentran en Asia:  cuenca del río Kul (en Irán ).

## Hábitat
Es un pez de agua dulce y de clima subtropical.